# Luís Teixeira

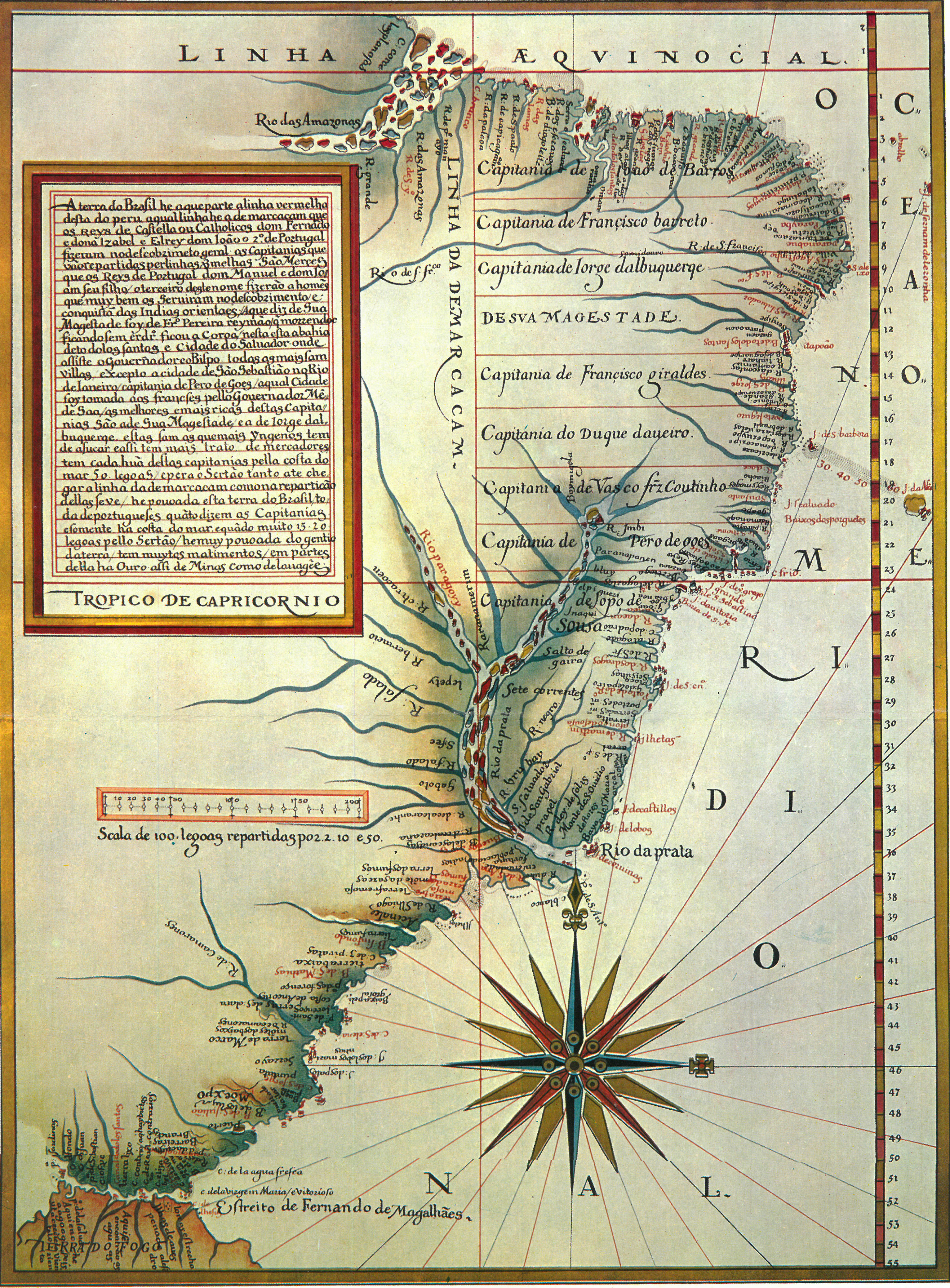
Capitanías hereditarias por Luís Teixeira. Ruta de todas las señales…, c. 1586. Lisboa, Biblioteca da Ajuda

Luís Teixeira (siglo XVI) fue un cartógrafo portugués. Colaboró con Abraham Ortelius en Theatrum Orbis Terrarum. Perteneció a una destacada familia de cartógrafos cuya actividad se extiende desde promedios del siglo XVI hasta el fin del siglo XVIII, incluyendo a su padre Pero Fernandes, el hermano Domingos Teixeira, sus hijos João Teixeira Albernaz, o Velho y Pedro Teixeira Albernaz, entre otros.

## Biografía
Hijo del cartógrafo Pero Fernandes, luego de ser examinado por el cosmógrafo-mayor Pedro Nunes obtuvo la licencia para hacer cartas e instrumentos náuticos en 1596 y ejerció el cargo de cosmógrafo del Reino de Portugal. Fue padre de João Teixeira Albernaz, o velho y de Pedro Teixeira Albernaz, también cartógrafos.
Son conocidos 15 mapas de sua autoría. Luís Teixeira fue pionero en la cartografía de los Azores y en 1575 estuvo en Brasil. Mantuvo contactos intensos con cartógrafos holandeses como Jodocus Hondius y Abraham Ortelius desde 1582, siendo que el último había sido nombrado en 1575 geógrafo del rey Felipe II de España. Durante la Unión Ibérica trabajaron en conjunto, siendo su primero trabajo el mapa de Isla Terceira, en los Azores.
En una carta datada en 2 de febrero de 1592 Teixeira envió a Ortelius dos piezas con las descripciones de China y Japón. El mapa de Japón y de Corea fue utilizado en el atlas Theatrum Orbis Terrarum de 1595. La fuente de Luís Teixeira sería posiblemente trabajo de jesuitas, aunque no haya evidencias. Basado en estos datos Ortelius produjo el mapa de Corea como una isla junto a Japón, a que llamó Iaponiae insulae Descriptio. Fue el primer mapa en separado de Japón, y utilizado por los europeos como el mapa de referencia de Japón hasta 1655.

## Obras

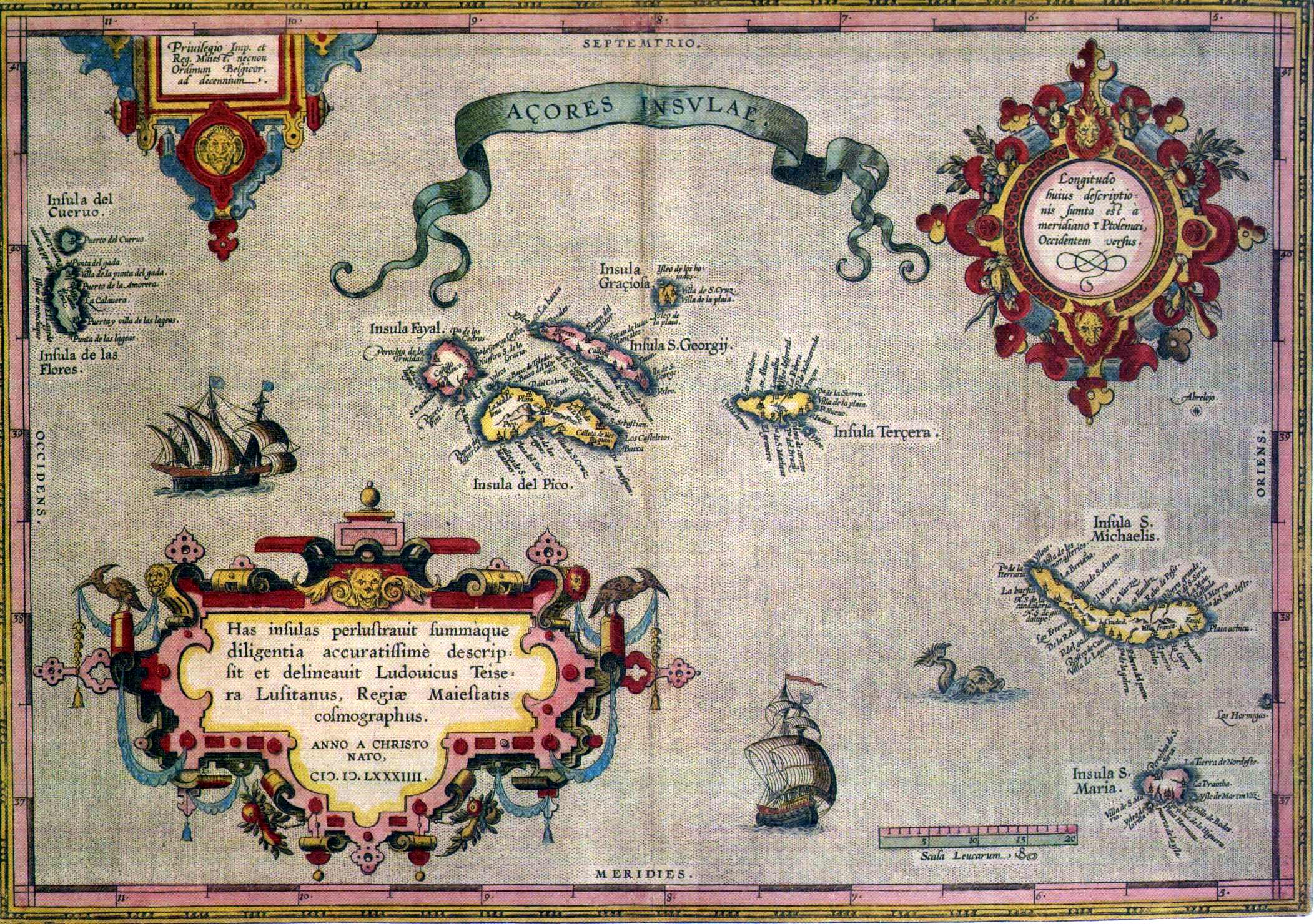
Primer mapa de los Azores con todas las islas del archipiélago por Luís Teixeira y Abraham Ortelius (1584)

- 1573-1578 - "Ruta de todas las señales, conocimientos, hondos, bajos, alturas, y derrotas que hay en la costa de Brasil desde el cabo de Santo Agostinho hasta el estrecho de Fernando de Magallanes", actualmente en la Biblioteca Nacional da Ajuda, en Lisboa. De la obra forma parte el mapa "Capitanías hereditarias" (1574). En esta carta, se encuentran representadas las capitanías hereditarias con los nombres de sus respectivos donatarios, a saber (de norte a sur): Capitanía del Río Grande, Capitanía de Itamaracá, Capitanía de Pernambuco, Capitanía de Bahía, Capitanía de Ilhéus, Capitanía de Porto Seguro, Capitanía del Espíritu Santo, Capitanía de Río de Janeiro, Capitanía de San Vicente. La línea del Tratado de Tordesillas se encuentra desubicada diez grados al oeste, lo que algunos autores creen ser proposital.
- 1584 - Mapa "Açores Insulae", cuya leyenda, en latín - "Has insulas perlustrauit summaque diligentia accuratissima descripsit et delinauit Luduvicus Teisera Lusitanus Regiae Maiestatis Cosmographus. Anno a Christo Nato, CIC.IC LXXXIIII" - puede ser interpretada como: "Estas islas fueron recorridas con la más grande diligencia, y con todo cuidado las describió el portugués Luís Teixeira, cosmógrafo de Majestad Real. Año del nacimiento de Cristo de 1584". Declara que la longitud se centra al meridiano de Toledo. Con las dimensiones de 0,44 x 0,50cm es el 14º mapa del "Theatrum Orbis Terrarum" de Abraham Ortelius, impreso en Antuerpia por Christophe Platin. Este mismo mapa forma parte del "Atlas Universal de Blaeu", impreso en Ámesterdam en 1667 (en francés) y en 1672 (en castellano).
- 1597 - "Theatrum Mundi", con João Baptista Lavanha. Esta carta, reproduzida en la obra "Portugaliae Monumenta Cartographica" (1960), se encuentra actualmente en la Biblioteca Real de Turín. Ilustra, particularmente, la dificultad, en la época, de representar la curvatura de la Tierra en un planisferio.
- c. 1600 - "América Austral", actualmente en la Biblioteca Nacional Central de Florencia. En pergamino iluminado, con las dimensiones de 82 x 98 centímetros, representa el continente americano en toda su extensión, desde Groenlândia hasta el estrecho de Magallanes. El centro de interés es la costa atlántica, aunque la costa del Pacífico también figure, en la altura de América Meridional. Incluye todavía la costa occidental de África y de Europa.